# Walter Bauer (Theologe)

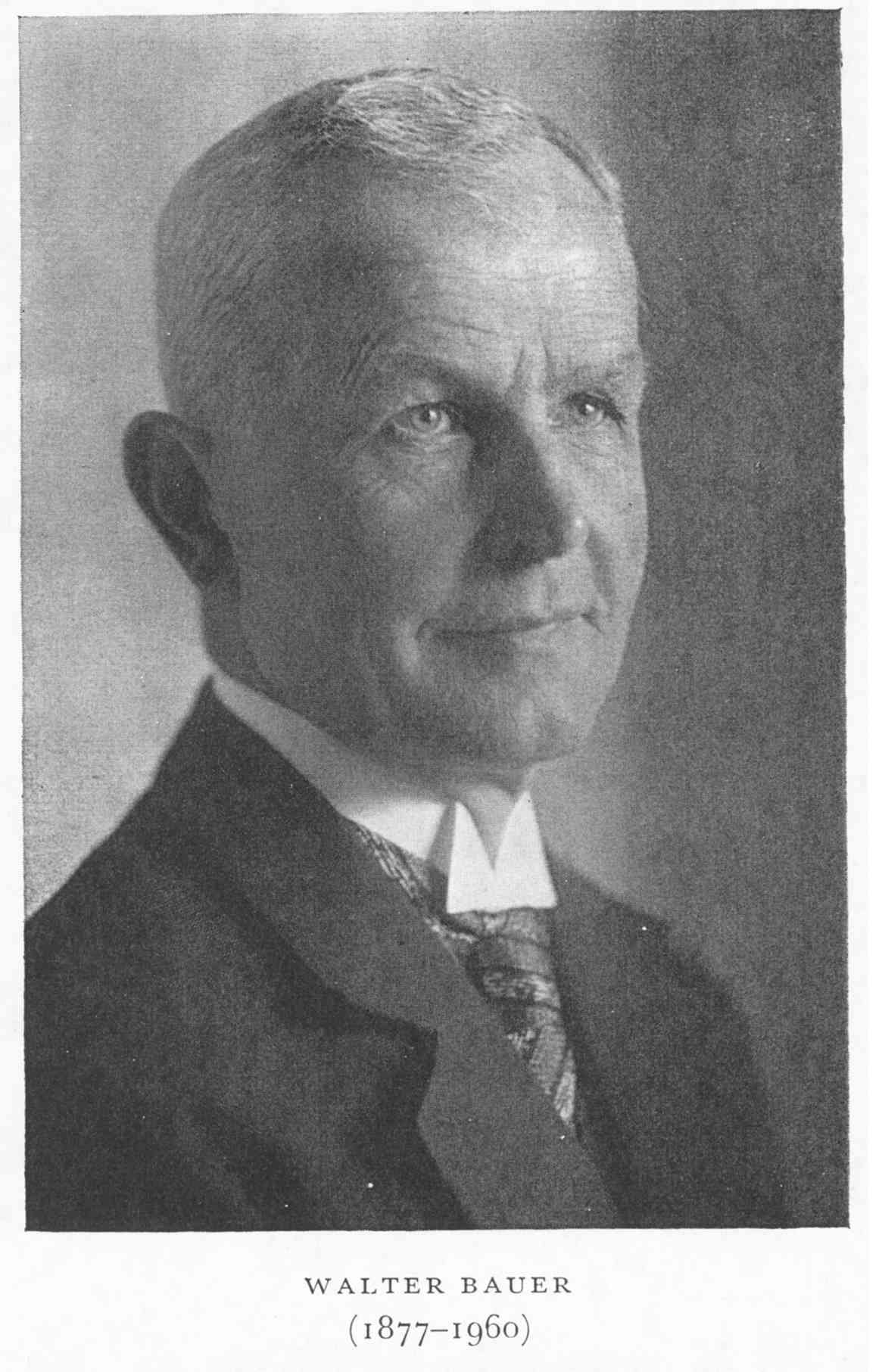
Walter Bauer

Walter Felix Bauer (* 8. August 1877 in Königsberg i. Pr.; † 17. November 1960 in Göttingen) war ein deutscher Theologe mit den Schwerpunkten Neues Testament und Alte Kirche. Er ist der Schöpfer des Griechisch-deutschen Wörterbuchs zu den Schriften des Neuen Testaments und der übrigen urchristlichen Literatur, das bis heute ein mehrfach übersetztes Standardwerk ist.

## Leben
Als Sohn des Mineralogen und Hochschullehrers Max Bauer siedelte Bauer als Kind mit seiner Familie nach Marburg über, wo er 1895 auf dem Gymnasium Philippinum sein Abitur ablegte. An der Philipps-Universität Marburg begann er sein Studium der Theologie und schloss sich 1896 dem Corps Hasso-Nassovia an. Später studierte er an der Friedrich-Wilhelms-Universität zu Berlin und der Kaiser-Wilhelms-Universität Straßburg. Er wurde 1902 promoviert (Lic. theol.) und habilitierte sich 1903 für das Neue Testament, beides in Marburg. Während dieser Zeit war er zweiter Repetent der Hessischen Stipendiatenanstalt. Er lehrte in der Folge als Privatdozent und erhielt als solcher 1907 ein Stipendium. Später wurde Bauer außerordentlicher Professor in Breslau (1913 bis 1914) und ab 1921 Ordinarius in Göttingen, wo er bis zu seiner Emeritierung 1945 verblieb. 1925 wurde er zum ordentlichen Mitglied der Akademie der Wissenschaften zu Göttingen gewählt. Als 1933 die Göttinger Professorenschaft eine Ergebenheitsadresse an Adolf Hitler richtete, unterzeichneten Walter Bauer, die Mathematikerin Emmy Noether und einige andere Professoren nicht. Er setzte sich für die Begnadigung von Dietrich Bonhoeffer ein.
Am 31. Oktober 1916 wurde er von der Universität Marburg zum Dr. theol. h. c. ernannt, am 23. Mai 1919 zum Persönlichen Ordinarius. Ebenso wurde er mit einem  Dr. phil. h. c. ausgezeichnet.

## Familie
Bauer heiratete am 4. August 1914 in Breslau Charlotte „Lotte“ Kükenthal (* 15. Mai 1891 in Jena), eine Tochter des Zoologen Wilhelm Kükenthal. Aus der Verbindung gingen zwei Söhne und eine Tochter hervor.

## Werk
Bauer erforschte das frühe Christentum. Sein Buch Rechtgläubigkeit und Ketzerei im ältesten Christentum (Tübingen 1934) wurde sehr bekannt. Darin versucht er nachzuweisen, dass in vielen Regionen – etwa in Ägypten und Kleinasien – am Beginn der Kirche nicht die orthodoxe Lehrmeinung stand, sondern zunächst Gnostizismus dominierte. Im Laufe der folgenden Jahrhunderte hätten sich aber schließlich die Glaubenssätze der römischen Kirche durchgesetzt, die ihre allmählich entwickelte Lehrmeinung als die ursprüngliche bezeichnet und die ursprünglichen Lehrmeinungen zu späteren häretischen Abweichungen stigmatisiert habe. Diese Vorstellung habe sich erst langsam durchsetzen können. Bauers Buch gewann bis in die 1960er Jahre einigen Einfluss, seither gilt Bauers Sichtweise aber als unzureichend begründet.
Ein weiterer bedeutender Beitrag Bauers ist neben der Kommentierung der Johannesschriften vor allem das Griechisch-deutsche Wörterbuch zu den Schriften des Neuen Testaments und der übrigen urchristlichen Literatur. Es ist heute weltweit ein Standardwerk für die neutestamentliche Forschung und wurde in andere Sprachen übersetzt. Die sechste Auflage wurde stark überarbeitet und  1988 von Barbara Aland und Kurt Aland herausgegeben.

## Schriften

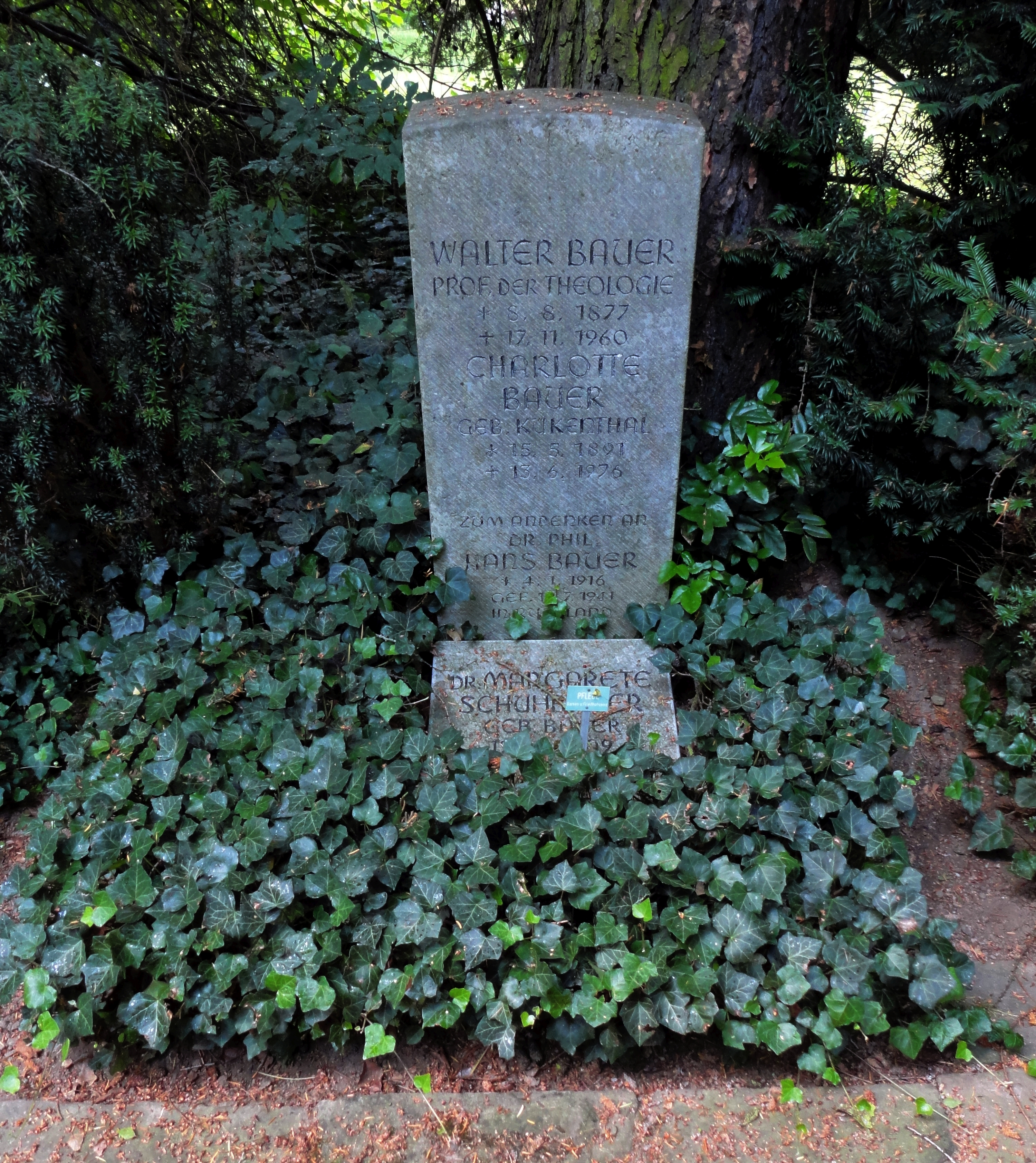
Bauers Grab, Stadtfriedhof (Göttingen)

- Mündige und Unmündige bei dem Apostel Paulus. Dissertation, Universität Marburg 1902.
- Der Apostolos der Syrer in der Zeit von der Mitte des 4. Jahrhunderts bis zur Spaltung der syrischen Kirche. Ricker Verlag, Giessen 1903.
- Das Leben Jesu im Zeitalter der neutestamentlichen Apokryphen. Wissenschaftliche Buchgemeinschaft, Darmstadt 1967 (Nachdruck d. Ausg. Tübingen 1909).
- Johannesevangelium 2. Aufl. Mohr, Tübingen 1925 (Handbuch zum Neuen Testament; 6).
- Die katholischen Briefe des NT. Mohr, Tübingen 1910 (Religionsgeschichtliche Volksbücher für die deutsche christliche Gegenwart/1; 20).
- Die apostolischen Väter. Mohr, Tübingen 1923.[7]
- Die Oden Salomos. 1933
- Georg Strecker (Hrsg.): Rechtgläubigkeit und Ketzerei im ältesten Christentum. 2. Aufl. J. C. B. Mohr, Tübingen 1964 (Beiträge zur historischen Theologie; 10)[8]
- Kurt Aland, Barbara Aland (Hrsg.): Griechisch-deutsches Wörterbuch zu den Schriften des Neuen Testaments und der frühchristlichen Literatur. 6., völlig neu bearbeitete Auflage. De Gruyter, Berlin 1988, ISBN 3-11-010647-7 (früherer Titel Griechisch-deutsches Wörterbuch zu den Schriften des Neuen Testaments und der übrigen urchristlichen Literatur. (Hrsg. Alfred Töpelmann), 2. Auflage (1928) zu Erwin Preuschens: Vollständiges Griechisch-Deutsches Handwörterbuch zu den Schriften des Neuen Testaments und der übrigen urchristlichen Literatur. 1., Gießen 1910).
- Lehrbuch der neutestamentlichen Theologie. 2., neu bearbeitete Auflage. Mohr, Tübingen 1911 (2 Bde.; zusammen mit Adolf Jülicher und Heinrich Holtzmann).